# 豊原寺
豊原寺（とよはらじ）は、かつて越前国坂井郡（現・福井県坂井市丸岡町豊原）にあった天台宗の寺院。白山信仰の有力な拠点で、白山豊原寺とも呼ばれた。1974年1月8日に坂井市の文化財に指定された。

## 歴史
豊原寺は、『白山豊原寺縁起』によると大宝2年（702年）に越前の修験者であった泰澄大師が自ら十一面観音を刻んで本尊とし、豊原八社権現をも祀る寺院として建立したとある。
平安時代には天台宗の寺院となって、白山信仰の拠点である禅定道・越前馬場として広大な領土を誇っていた平泉寺と共に越前でその権勢を誇った。また藤原利仁とその子孫である藤原以成は豊原権現に帰依して多くの荘園を寄進している。治承・寿永の乱の際には源義仲（木曽義仲）の味方になった。
室町時代に入っても豊原寺の威勢は衰えることはなく、豊原三千坊と言われるほどの僧兵集団を抱え、また僧坊酒の『豊原酒』（ほうげんしゅ）もその名を馳せていた。
戦国時代に入ると隣国の加賀で加賀一向一揆が発生して浄土真宗の寺院や門徒がこれを占領し、永正3年（1506年）に入って朝倉貞景が領する越前国に攻め込み、九頭竜川の戦いが勃発した。この時、豊原寺は平泉寺と共に朝倉方について一向一揆と戦い、勝利した。翌年、朝倉軍の味方をしたためか豊原寺は一揆軍の標的となって攻め込まれるも、塔頭の明王院・華蔵院の活躍や朝倉軍の援軍もあってこれを撃退した。
しかしその後、天正元年（1573年）8月の織田信長による越前侵攻と朝倉義景の自刃、天正2年（1574年）1月の富田長繁の反乱、それに続く2月の越前一向一揆の勃発と、戦国時代後期の越前は収拾がつかない大混乱に見舞われ、同年2月、一向一揆の大軍に攻められた豊原寺はやむなく降伏し、一揆軍の大将である本願寺の坊官・下間頼照の本陣にされてしまった。4月には朝倉景鏡と共に平泉寺が一揆軍により全山を焼き討ちされて衰亡した一方で、豊原寺は命脈を保ったかに見えたが、天正3年（1575年）に織田信長の大軍が再び越前に雪崩れ込むと、9月2日、一向一揆の味方をしたかどで三千坊と言われた坊社全てを信長により焼き払われ、いったん滅亡した。
一向一揆制圧後の越前には柴田勝家が入り、その甥である柴田勝豊が豊原寺跡に入って豊原寺城を築くことになった。この時、豊原寺は勝豊の支援により復興を許されて83石を与えられ、坊頭として東得坊・西得坊が建立された。勝豊は天正4年（1576年）には新たに丸岡城を築き、豊原寺の旧地は返還された。
近世の豊原寺は、越前に入部した結城秀康から50石を寄進されるなどし、以降も江戸時代を通じて福井藩や丸岡藩からの支援を受けて白山信仰の拠点としての地位を保ったが、往古の勢力を回復するまでには至らず、明治2年（1869年）の華蔵院の焼失や神仏分離令の影響もあり、白山神社を残して豊原寺は廃寺となった。

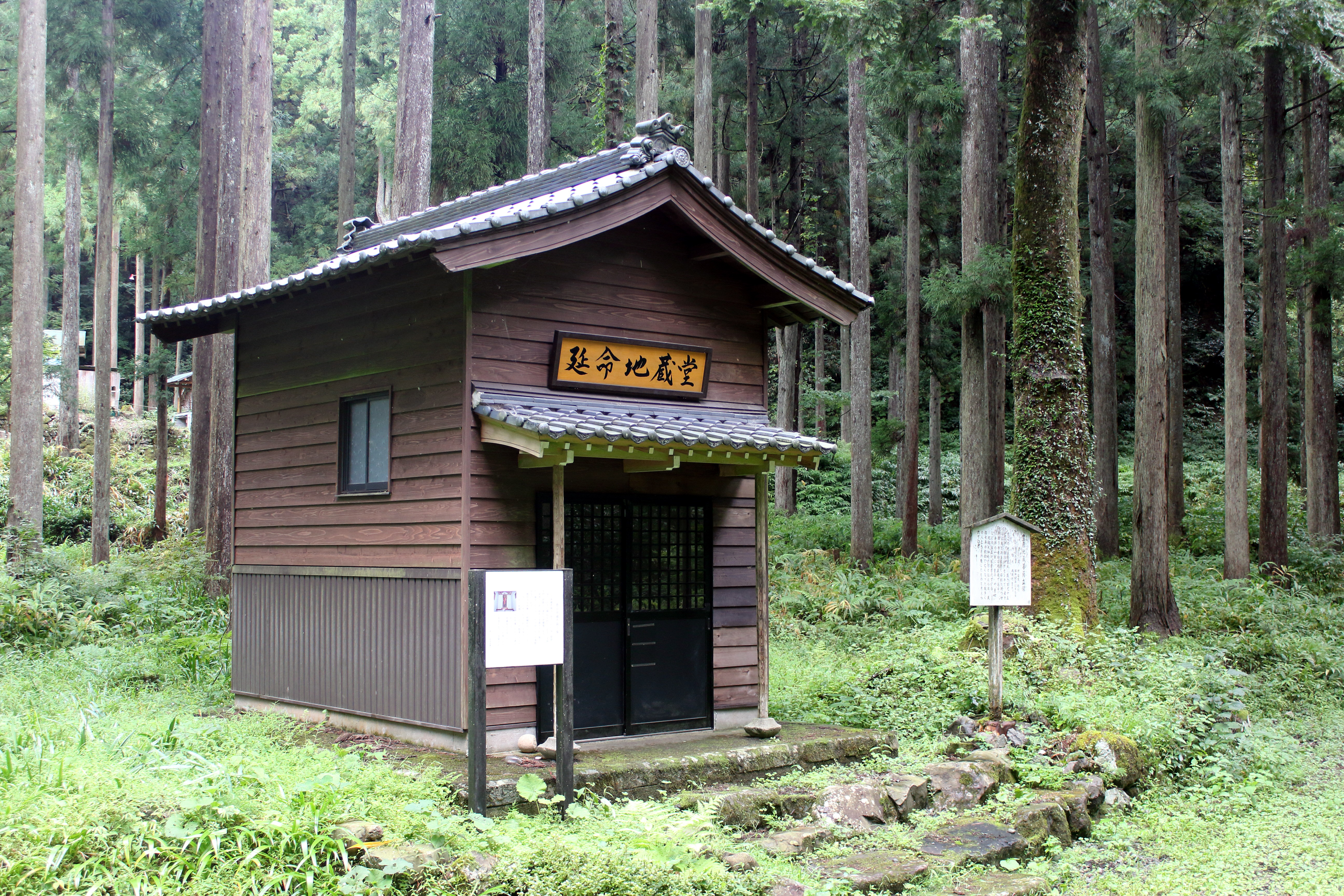
豊原三千坊跡にある 延命地蔵堂

## 豊原三千坊史料館

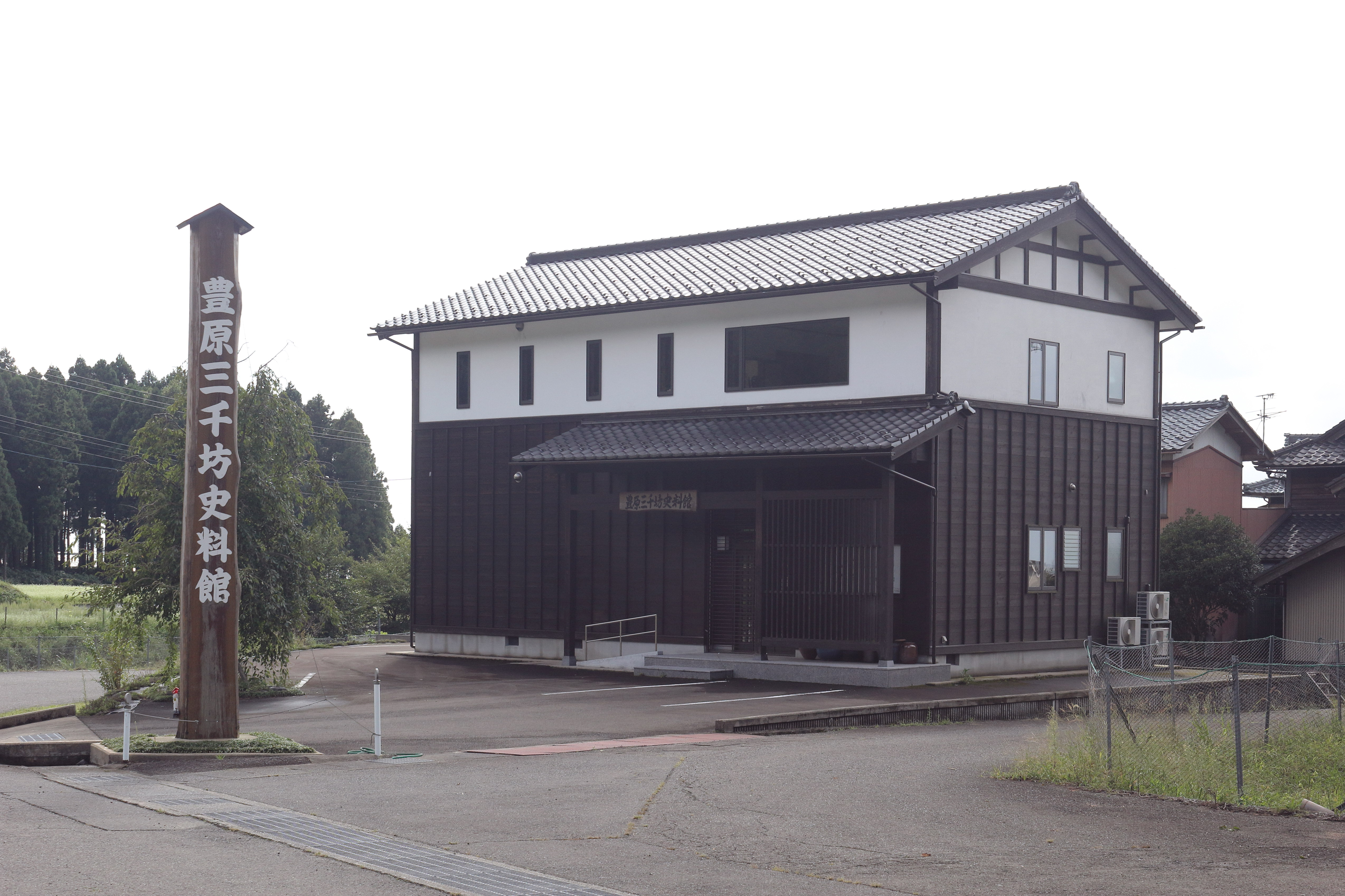
豊原三千坊資料館

2010年12月4日に開館北緯36度9分6.4秒 東経136度17分44.3秒。個人宅に保管されていた『豊原寺』にまつわる仏像や朱印状などの史料約30点が展示されている。
- 主な収納物
  - 豊原寺木造阿弥陀如来坐像[9] - 坂井市指定文化財
  - 豊原寺木造薬師如来坐像[9] - 坂井市指定文化財